# Lista de deputados estaduais de Alagoas da 3.ª legislatura
Essa é uma lista de deputados estaduais de Alagoas eleitos para o período 1955-1959. Foram 35 eleitos.

## Composição das bancadas
| Partido | Líder                         | Bancada | Posição  |
| ------- | ----------------------------- | ------- | -------- |
| UDN     | Teotônio Vilela               | 16 / 35 | Oposição |
| PSD     | Claudenor de Albuquerque Lima | 8 / 35  | Governo  |
| PTN     | Humberto Correia Mendes       | 5 / 35  | Oposição |
| PTB     | Abrahão Moura                 | 3 / 35  | Governo  |
| PSP     | Otacílio Silveira Cavalcanti  | 3 / 35  | Governo  |

## Deputados Estaduais
| Número | Deputados estaduais eleitos     | Partido | Votação | Percentual | Cidade onde nasceu    | Unidade federativa |
| 22204  | José Marques da Silva           | UDN     | 3.663   | 3,42%      | Anadia                | Alagoas            |
| 41194  | Claudenor de Albuquerque Lima   | PSD     | 2.904   | 2,71%      | Arapiraca             | Alagoas            |
| 19986  | Oséas Cardoso                   | PTN     | 2.785   | 2,60%      | Viçosa                | Alagoas            |
| 41604  | Aderval Vanderlei Tenório       | PSD     | 2.518   | 2,35%      | Poço das Trincheiras  | Alagoas            |
| 41179  | Arnaldo Pinto Guedes de Paiva   | PSD     | 2.471   | 2,30%      | Rio Largo             | Alagoas            |
| 19408  | Humberto Correia Mendes         | PTN     | 2.456   | 2,29%      | Maceió                | Alagoas            |
| 22600  | Ulisses Vitorino Botelho        | UDN     | 1.817   | 1,69%      | Arapiraca             | Alagoas            |
| 19533  | João Cabral Tolêdo              | PTN     | 1.775   | 1,65%      | Maceió                | Alagoas            |
| 22723  | Geraldo Sampaio                 | UDN     | 1.773   | 1,65%      | Palmeira dos Índios   | Alagoas            |
| 22842  | Luiz Gonzaga Moreira Coutinho   | UDN     | 1.765   | 1,64%      | Delmiro Gouveia       | Alagoas            |
| 22770  | Luiz de Freitas Rezende         | UDN     | 1.691   | 1,58%      | Porto Real do Colégio | Alagoas            |
| 14790  | Abrahão Moura                   | PTB     | 1.681   | 1,57%      | Atalaia               | Alagoas            |
| 22538  | José Bezerra                    | UDN     | 1.590   | 1,48%      | Limoeiro de Anadia    | Alagoas            |
| 41734  | Augusto de Freitas Machado      | PSD     | 1.572   | 1,46%      | Pão de Açúcar         | Alagoas            |
| 22892  | Renato de Alencar Bilar         | UDN     | 1.455   | 1,36%      | Estrela de Alagoas    | Alagoas            |
| 41243  | Antônio Simeão de Lamenha Filho | PSD     | 1.439   | 1,34%      | São Luís do Quitunde  | Alagoas            |
| 22368  | Antenor Correia Serpa           | UDN     | 1.417   | 1,32%      | Delmiro Gouveia       | Alagoas            |
| 22603  | Teotônio Vilela                 | UDN     | 1.387   | 1,29%      | Viçosa                | Alagoas            |
| 22424  | Carlos Gomes de Barros          | UDN     | 1.358   | 1,26%      | Passo de Camaragibe   | Alagoas            |
| 22735  | Hermann Elson de Almeida        | UDN     | 1.345   | 1,25%      | Maceió                | Alagoas            |
| 41825  | Edson Tenório de Almeida Lins   | PSD     | 1.321   | 1,23%      | São José da Tapera    | Alagoas            |
| 22282  | Antônio Gomes de Barros         | UDN     | 1.315   | 1,22%      | Novo Lino             | Alagoas            |
| 22625  | Antonino de Albuquerque Malta   | UDN     | 1.276   | 1,19%      | Canapi                | Alagoas            |
| 22366  | Antônio Machado Lôbo            | UDN     | 1.273   | 1,18%      | Palmeira dos Índios   | Alagoas            |
| 22823  | Mário da Costa Guimarães        | UDN     | 1.263   | 1,18%      | São Paulo             | São Paulo          |
| 41681  | Luiz Gonzaga Malta Gaia         | PSD     | 1.216   | 1,13%      | Mata Grande           | Alagoas            |
| 14927  | Sizenando Nabuco de Mello       | PTB     | 1.191   | 1,11%      | Passo de Camaragibe   | Alagoas            |
| 22776  | Siloé Valeriano Tavares         | UDN     | 1.188   | 1,11%      | Junqueiro             | Alagoas            |
| 19596  | Antenor Claudino da Costa       | PTN     | 1.180   | 1,10%      | Feira Grande          | Alagoas            |
| 41532  | Armando Moreira Soares          | PSD     | 1.138   | 1,06%      | Maceió                | Alagoas            |
| 19856  | Manuel Freire Borges            | PTB     | 1.103   | 1,03%      | Cajueiro              | Alagoas            |
| 19173  | José Afonso de Melo             | PTN     | 1.096   | 1,02%      | Murici                | Alagoas            |
| 46840  | Otacílio Silveira Cavalcanti    | PSP     | 1.004   | 0,93%      | Lagoa da Canoa        | Alagoas            |
| 46457  | Ramiro Costa Pereira            | PSP     | 946     | 0,88%      | Taquarana             | Alagoas            |
| 46606  | Júlio de Farias França          | PSP     | 829     | 0,77%      | Colônia Leopoldina    | Alagoas            |